# 1836 Komarov
1836 Komarov è un asteroide della fascia principale. Scoperto nel 1971, presenta un'orbita caratterizzata da un semiasse maggiore pari a 2,7813219 UA e da un'eccentricità di 0,1949854, inclinata di 7,03470° rispetto all'eclittica.
Il nome dell'asteroide è un omaggio al cosmonauta sovietico Vladimir Michajlovič Komarov.